# Ударні події на Юпітері

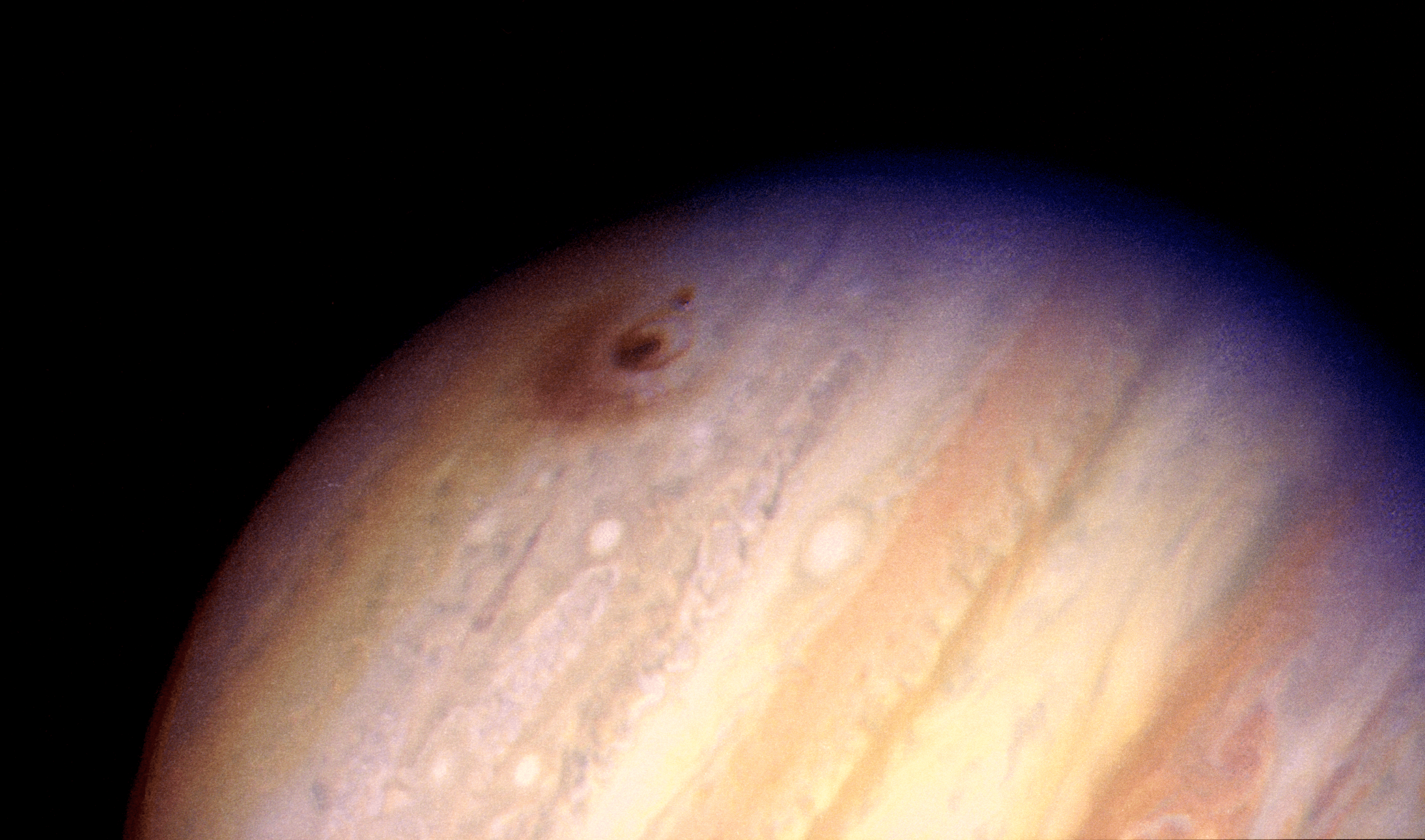
Темна область Юпітера, спричинена фрагментом комети Шумейкера–Леві 9

Під час сучасних спостережнень зафіксовано численні зіткнення з Юпітером, найзначнішим з яких було зіткнення комети Шумейкерів — Леві 9 1994 року. Через те що Юпітер є найбільшою планетою в Сонячній системі, він має велику сферу гравітаційного впливу, область навколо планети, де за сприятливих умов може відбутися захоплення астероїда.
Юпітер здатний часто захоплювати комети, які обертаються навколо Сонця; такі комети виходять на нестабільні орбіти навколо планети, які мають високу еліптичну орбіту та схильні до пертурбації сонячною гравітацією. У той час як деякі з них зрештою повертаються на геліоцентричну орбіту, інші врізаються в планету або рідше стають одними з її супутників .
Крім фактора маси, відносна близькість Юпітера до внутрішньої частини Сонячної системи дозволяє йому впливати на розподіл там малих тіл. Динамічні дослідження показали, що присутність Юпітера має тенденцію до зменшення частоти зіткнень із Землею об’єктів, що надходять із хмари Оорта одночасно збільшуючи кількість зіткнень астероїдів і короткоперіодичних комет.
З цих причин Юпітер має найвищу частоту зіткнень з усіх планет Сонячної системи. За оцінками досліджень 2018 року встановлено, що на рік від 10 до 65 ударів метеороїдів діаметром від 5 до 20 метрів може спостерігатися на планеті. Раз на кожні 2–12 років відбувається зіткнення з більшими об'єктами, які можуть залишати видимий слід на кілька тижнів. Навіть більші об’єкти стикаються з Юпітером кожні 6–30 років. Дослідження 2009 року показують, що частота ударів об’єкта діаметром від 0,5–1 км раз становить 50–350 років. За оцінками досліджень 1997 року комети діаметром в 0,3 км стикаються з Юпітером раз на приблизно 500 років, а комети діаметром в 1,6 км – кожні 6000 років.

## Загальні характеристики

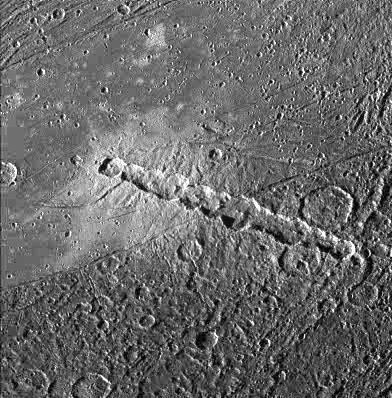
Ланцюжок кратерів на Ганімеді, ймовірно, спричинений подібним зіткненням. На зображенні видно територію приблизно 190 км в довжину.

Юпітер — газовий гігант. На ньому немає твердої поверхні. Найнижчий шар атмосфери, тропосфера, поступово переходить у внутрішні шари планети. Удари комет та астероїдів породжують поля уламків, які поступово маскуються під дією вітрів, і значення яких залежить від розміру впавшого тіла. Щоб вивчати ці впливи необхідне безпосереднє і майже негайне спостереження за подією або явищами, пов'язаними з ними.
Покриті кратерами поверхні великих супутників Юпітера містять інформацію про найдавніші епохи. Зокрема, відкриття місіями «Вояджер» тринадцяти ланцюжків кратерів на Каллісто і трьох на Ганімеді, а також докази зіткнення з кометою Шумейкерів —  Леві 9 надають переконливі докази давньої фрагментації комет та їхніх зіткнень з Юпітером і його супутниками. У той час як ланцюжки кратерів, що спостерігаються на Місяці, часто випромінюють великі кратери і, як прийнято вважати, були створені вторинними ударами матеріалу, викинутого в результаті основного зіткнення. Ті що присутні на супутниках Юпітера, не пов'язані з основним кратером, і, ймовірно, вони були створені в результаті зіткнення серії кометних фрагментів.
Перші докази зіткнень з Юпітером були знайдені в 17 столітті. Японський астроном-аматор Іші Табе виявив серед кореспонденції спостережень Джованні Кассіні кілька малюнків, на яких зображено темну пляму, що з'явилася на Юпітері 5 грудня 1690 року, і простежено її еволюцію протягом 18 днів. Ця знахідка може бути доказом того, що спостереження зіткнення з Юпітером передувало зіткненню з кометою Шумейкерів — Леві 9.

## Ударні події
| Зіткнення                               | Дата (UTC)                                | Приблизний розмір (м) | Широта (°)                       | Довгота (°)                      | Відкривач(і)                               |
| --------------------------------------- | ----------------------------------------- | --------------------- | -------------------------------- | -------------------------------- | ------------------------------------------ |
| Листопад 2023                           | 2023/11/15 12:41                          | невідомо              | невідомо                         | невідомо                         | Куніхіко Сузукі                            |
| Серпень 2023                            | 2023/08/28 16:45                          | невідомо              | +45                              | 128                              | OASES Survey PONCOTS Survey                |
| Жовтень 2021                            | 2021/10/15 13:24                          | невідомо              | +20                              | 201                              | Ко Арімацу                                 |
| Вересень 2021                           | 2021/09/13 22:39:30                       | невідомо              | −5.5                             | 105.7                            | Жозе Луїс Перейра                          |
| Квітень 2020                            | 2020/04/10                                | 1-4                   | невідомо                         | невідомо                         | Команда Juno                               |
| Серпень 2019                            | 2019/08/07 04:07                          | невідомо              | невідомо                         | невідомо                         | Ітан Чаппел                                |
| Травень 2017                            | 2017/05/26 19:25                          | 12                    | +51                              | невідомо                         | Совер Педрангелу                           |
| Березень 2016                           | 2016/03/17 00:18:33                       | 15                    | невідомо                         | невідомо                         | Джон Маккін                                |
| Вересень 2012                           | 2012/09/10 11:35:00                       | 30                    | +2                               | 345                              | Ден Петерсон                               |
| Серпень 2010                            | 2010/08/20 18:22:12                       | 10                    | +11                              | невідомо                         | Масаюкі Тачікава Аокі Кадзуо               |
| Червень 2010                            | 2010/06/03 20:31:20                       | 13                    | невідомо                         | невідомо                         | Ентоні Веслі                               |
| Липень 2009                             | 2009/07/19 13:30                          | 200–500               | −57                              | 55                               | Ентоні Веслі                               |
| Липень 1994, комета Шумейкерів — Леві 9 | 1994/07/16 20:13:16 – 1994/07/22 08:06:16 | 1800                  | варіюється для кожного фрагмента | варіюється для кожного фрагмента | Керолін Шумейкер Юджин Шумейкер Девід Леві |
| Березень 1979                           | 1979/03/05 17:45:24                       | невідомо              | невідомо                         | невідомо                         | Команда «Вояджера»                         |

### Ударна подія 1979 року
Падіння метеороїда на Юпітер вперше зафіксовано 5 березня 1979 року о 17:45:24 UTC космічним апаратом «Вояджер-1», який надав дані про швидке мерехтіння світла в атмосфері планети. Вчені підрахували, що маса метеороїда становила близько 11 кг.

### Ударні події 1994 року

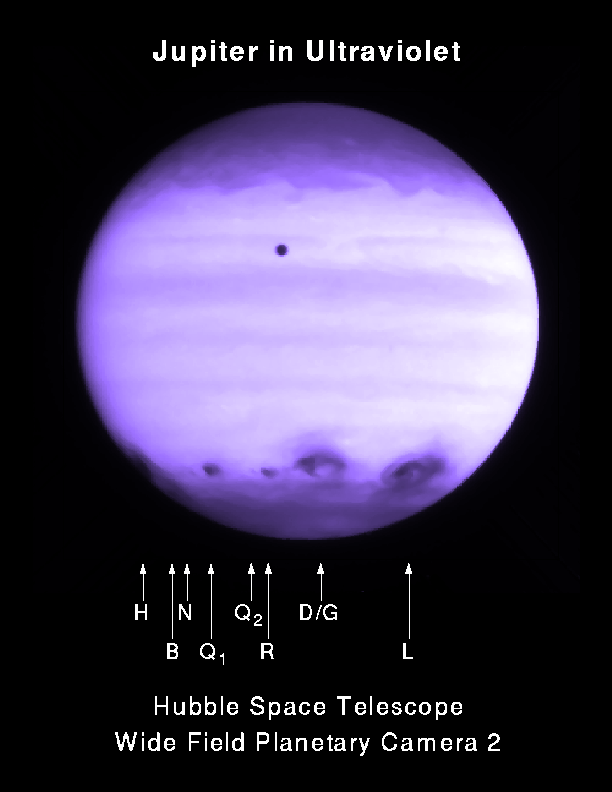
Юпітер в ультрафіолеті (приблизно через 2,5 години після падіння фрагмента R). Чорна точка вгорі - це Іо, що проходить повз Юпітер.

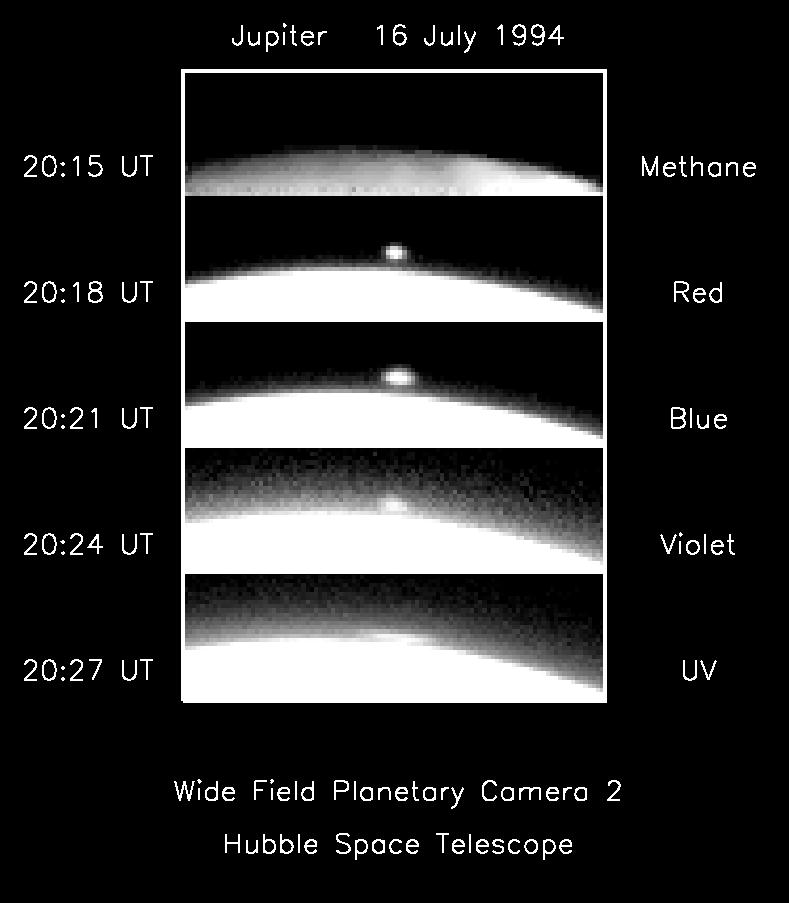
Знімки космічного телескопа «Габбл» вогняної кулі від першого зіткнення, що з'явилася над краєм видимої частини планети.

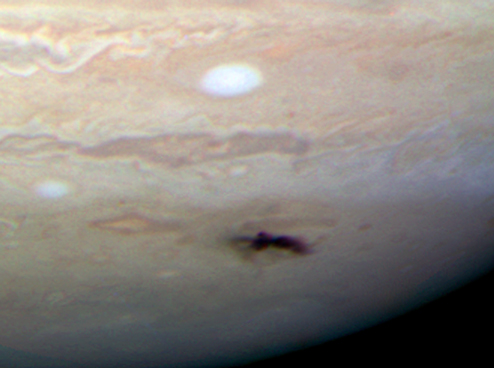
Знімок шраму, зроблений КА «Габбл» 23 липня 2009 року під час зіткнення з Юпітером 2009 року, демонструє слід довжиною близько 8 000 кілометрів.

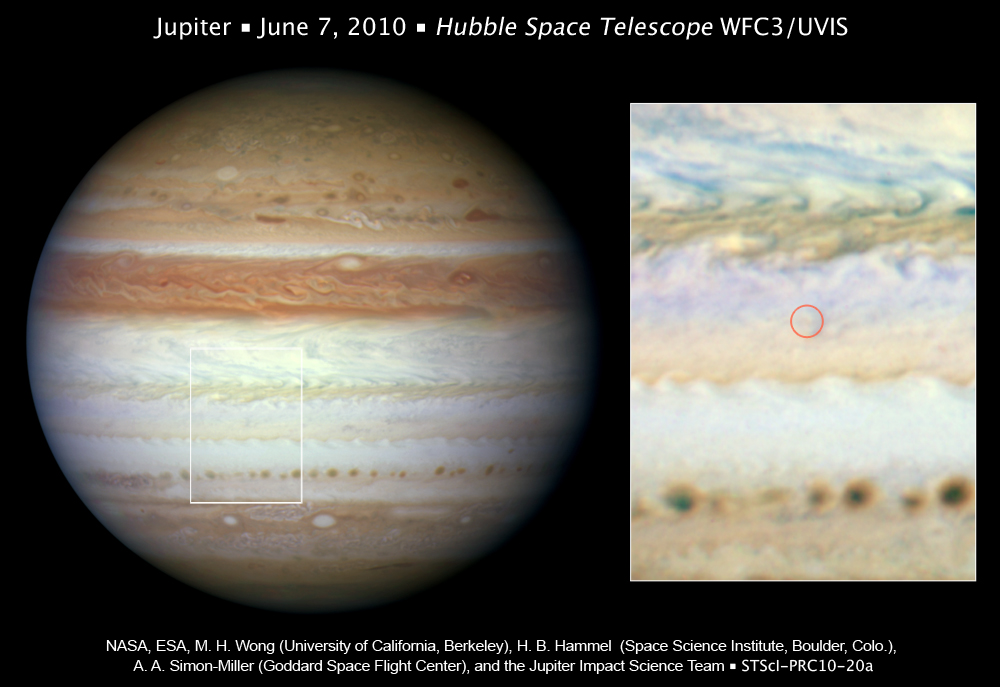
Спостереження, зроблені КА «Габбл», 7 червня 2010 року.

16 липня 1994 року перший фрагмент комети Шумейкеров-Леві 9, яка розпалася за два роки до цього, врізався в атмосферу Юпітера. Подія була передбачена заздалегідь, тому її спостерігали за допомогою наземних телескопів і кількох космічних обсерваторій, зокрема космічного телескопа «Габбл», рентгенівської обсерваторії ROSAT, обсерваторії Кека і космічного апарата «Галілео», який тоді прямував до Юпітера, прибуття якого було заплановане на 1995 рік. Зіткнення на час події відбулося на прихованому від Землі боці Юпітера. «Галілео», який тоді перебував на відстані 1,6 а.о. (240 млн км) від планети, зміг зафіксувати зіткнення, коли воно відбувалося. Швидке обертання Юпітера призвело до того, що місця зіткнення потрапили в поле зору земних спостерігачів через кілька хвилин після зіткнення.
Два інших космічних зонди спостерігали за зіткненням: космічний апарат «Улісс», в першу чергу призначений для спостережень за Сонцем, був спрямований на Юпітер зі свого місця розташування на відстані 2,6 а.о. (390 млн. км), а «Вояджер-2», який тоді знаходився на відстані 44 а.о. (6,6 млрд. км) від Юпітера, був запрограмований шукати радіовипромінювання в діапазоні 1-390 кГц і проводити спостереження за допомогою свого ультрафіолетового спектрометра.
Астроном Іан Морісон описав ці зіткнення наступним чином:
Перше зіткнення відбулося о 20:13 UTC 16 липня 1994 року, коли фрагмент А ядра [комети] врізався в південну півкулю Юпітера зі швидкістю близько 60 км/с. Інструменти на «Галілео» виявили вогняно-яскравий метеор, який досягав пікової температури близько 24 000 K (23 700 °C), порівняно з типовою температурою вершини хмар Юпітера близько 130 K (-143 °C). Потім вона розширилася і швидко охолола до температури близько 1 500 K (1 230 °C). Шлейф від вогняно-яскравого метеора швидко досяг висоти понад 3 000 км і був помічений HST.
Через кілька хвилин після виявлення метеора «Галілео» зафіксував поновлення нагрівання, яке, ймовірно, було спричинене падінням викинутого матеріалу назад на планету. Наземні спостерігачі виявили метеор, що піднімалася над кінцівкою планети незабаром після першого зіткнення.
Незважаючи на опубліковані прогнози, астрономи не очікували побачити метеори від зіткнень і не знали, наскільки видимими з Землі будуть атмосферні ефекти від зіткнень. Спостерігачі побачили величезну темну пляму, що з'явилася після першого зіткнення. Цю пляму було видно із Землі. Ця і наступні темні плями були помітно асиметричними, утворюючи форми півмісяців у напрямку зіткнення. Важалося, що вони були спричинені уламками від зіткнень.
Протягом наступних шести днів спостерігався 21 окремий удар, найбільший з яких стався 18 липня о 07:33 UTC. Тоді фрагмент G зіткнувся з Юпітером. Це зіткнення створило велику темну пляму розміром понад 12 000 км - майже один діаметр Землі - і, за оцінками, вивільнило енергію, еквівалентну шести мільйонам мегатонн у тротиловому еквіваленті. 19 липня два удари з інтервалом у 12 годин створили сліди від падіння, подібні до тих, що залишив фрагмент G. Падіння продовжувалися до 22 липня, коли в планету врізався фрагмент W.

### Ударна подія 2009 року
19 липня 2009 року астроном-аматор Ентоні Веслі відкрив нову чорну пляму розміром з Землю в південній півкулі Юпітера. Інфрачервоний аналіз показав, що вона була теплою, а спектроскопічні методи виявили аміак. Зіткнення досліджували за допомогою космічного телескопа НАСА «Габбл». За словами вчених, зіткнення було спричинене «крижаним об'єктом розміром від 500 до 1000 метрів або скелястим об'єктом розміром від 200 до 500 метрів»; в результаті зіткнення утворилося 4800-кілометрове поле уламків; дослідники відзначили, що воно було «темним у видимому і яскравим у спектральних лініях поглинання метану, і його можна було спостерігати протягом кількох місяців за допомогою аматорських телескопів і щонайменше шість місяців - за допомогою професійних телескопів».

### Ударні події 2010 року
3 червня 2010 року два спостерігачі — Ентоні Веслі та Крістофер Го — відзняли спалах над атмосферою Юпітера, що, найімовірніше, було падінням нового, раніше не відомого тіла на Юпітер. Через добу після цієї події нові темні плями в атмосфері Юпітера не виявлені. Відразу було проведено спостереження на найбільших інструментах Гавайських островів (Gemini, Keck та IRTF) та заплановано спостереження на космічному телескопі «Габбл».
16 червня 2010 року НАСА опублікувало пресреліз, у якому повідомлялося, що на знімках, отриманих на космічному телескопі «Габбл» 7 червня 2010 року, не виявлено ознак падіння у верхніх шарах атмосфери Юпітера.
20 серпня 2010 року відбувся спалах над хмарним покривом Юпітера, який виявив японський астроном-аматор Масаюкі Татікава з префектури Кумамото на зробленому ним відеозаписі. Наступного дня після оголошення про цю подію знайшлося підтвердження від незалежного спостерігача Аоки Кадзуо — аматора астрономії з Токіо. Ймовірно, це могло бути падіння астероїда чи комети в атмосферу планети-гіганта. В області зіткнення не було виявлено уламкового поля, отже, падаюче тіло було невеликим.

### Ударна подія 2012 року
10 вересня 2012 року об 11:35 UTC астроном-аматор Ден Петерсен, використовуючи 12-дюймовий телескоп Meade LX200, побачив на Юпітері  вогняну кулю, яка тривала від однієї до двох секунд. Водночас Джордж Голл записував Юпітер за допомогою веб-камери на своєму 12-дюймовому телескопі Meade. Він зняв чотирисекундне відео зіткнення і виклав його в загальний доступ. Орієнтовне місце зіткнення на Юпітері становило 345° довготи і 2° широти. Планетолог Майкл Вонг оцінив, що вогняну кулю створив метеороїд діаметром менше 10 м. Кілька зіткнень такого розміру можуть відбуватися на Юпітері щороку. Зіткнення 2012 року було п'ятим за рахунком і четвертим за період між 2009 і 2012 роками. Воно було схожим на зіткненя 20 серпня 2010 року.

### Ударні події 2016–2020 років
17 березня 2016 року Герріт Кернбауер за допомогою 8-дюймового (20 см) телескопа, який оперувався з f/15 в Медлінгу, Австрія, зафіксував ударну вогняну кулю на краю видимої частини Юпітера. Пізніше це повідомлення було підтверджено незалежним спостереженням аматора Джона Маккеона. Розмір об'єкта, що зіткнувся з Юпітером, оцінювався в діапазоні від 7 до 19 м. На думку астрономів, у результаті зіткнення відбувся колосальний викид енергії, рівний 12,5 мегатонни в тротиловому еквіваленті.
26 травня 2017 року астроном-аматор Совер Педрангелу на Корсиці, Франція, спостерігав спалах на Юпітері. Про подію було оголошено наступного дня. Німецькі астрономи-аматори Томас Рісслер і Андре Флекштайн підтвердили її. Тіло, яке спричинило зіткнення, мало приблизний розмір від 4 до 10 м.
10 квітня 2020 року космічний апарат «Юнона» спостерігав на Юпітері вогняну кулю, яка відповідала падінню метеора розміром 1-4 метр. Це була перша вогняна куля, виявлена «Юноною». За оцінками дослідників, Юпітер зазнає приблизно 24 000 зіткнень такого розміру на рік - близько 2,7 на годину.

### Ударні події 2021–2023 років
О 22:39:27 UTC 13 вересня 2021 року бразильський астроном-аматор Жозе Луїс Перейра повідомив про спостереження яскравої плями на Юпітері тривалістю у дві секунди. Два астрономи з Франції та Німеччини підтвердили це спостереження, припустивши, що зіткнення, ймовірно, було спричинене невеликим астероїдом або кометою діаметром близько 100 м. Знімок, зроблений астрофотографом Деміаном Пічем через годину після зіткнення, не показав жодних наслідків.
Ще один спалах спостерігався о 13:24 UTC 15 жовтня 2021 року. Спалах був виявлений командою під керівництвом астронома-аматора Ко Арімацу з Кіотського університету за допомогою системи під назвою PONCOTS, яка є частиною проекту OASES (англ. Organized Autotelescopes for Serendipitous Event Survey).
28 серпня 2023 року астрономи зафіксували на відео зіткнення вогняної кулі, ймовірно, астероїда, з Юпітером.
29 серпня 2023 року було повідомлено про спалах, який спостерігався в атмосфері Юпітера. Пізніше MASA Planetary Log оприлюднило кадри, на яких показано короткий спалах світла, що йде від Юпітера, який був пов'язаний з очевидним ударом комети чи астероїда.

## Явища, пов'язані з ударними подіями

Послідовність знімків зближення «Вояджера-1», що показує рух атмосферних смуг і циркуляцію Великої Червоної плями. Запис здійснювався протягом 32 днів, по одній фотографії кожні 10 годин (один раз на юпітеріанську добу).

Явища, пов'язані з зіткненням з газовим гігантом, мають переважно транзиторний характер і залежать від розміру тіла, що падає, та його складу.
У випадку невеликих метеороїдів спостерігалося світлове випромінювання, пов'язане з проникненням у верхні шари атмосфери, але у двох подіях 2010 року не спостерігалося жодних змін у хмарах, ні в наступні хвилини після зіткнення, ні на наступних обертах, подібно до того, як це відбувається після метеора в атмосфері Землі.
Явища, що стосуються об'єктів діаметром понад 100 м, які здатні проникати нижче видимого шару хмар, є складнішими. Значна частина кінетичної енергії об'єкта, що падає, передається атмосфері, спричиняючи швидке підвищення локальної температури, що пов'язано з інтенсивним світловим випромінюванням. Маса атмосферного газу, яка зазнала впливу, розширюється вгору, де зустрічає менший лобовий опір. Шлейф може досягати до 1000 км і температури 1000 кельвінів (730 °C) за кілька секунд для об'єкта, що падає на відстані близько 2 км. Коли розширення припиняється, він осаджується на себе, і зіткнення з атмосферою спричиняє нове підвищення температури. Це явище спостерігалася при зіткненнях більших фрагментів комети Шумейкерів - Леві 9. Воно також призводить до висхідного руху матеріалу з найглибших областей планети. Тоді аміак і сірковуглець, які зазвичай присутні в тропосфері, залишалися у верхніх шарах атмосфери щонайменше на 14 місяців після події.
Зіткнення також можуть створювати сейсмічні хвилі, які у випадку комети Шумейкерів - Леві 9 поширювалися по планеті зі швидкістю 450 метрів на секунду і спостерігалися протягом більше двох годин після зіткнення. У деяких випадках поблизу місця зіткнення і в антиподальній зоні можуть з'являтися полярні сяйва, які оцінюються по відношенню до магнітного поля Юпітера й інтерпретуються як наслідок випадання матеріалу зі шлейфу. У цьому випадку зіткнення було виявлено помітне збільшення радіовипромінювання від Юпітера, що було інтерпретовано як наслідок впровадження релятивістських електронів у магнітосферу планети.
На місці падіння, залежно від розміру об'єкта, що впав, та його складу, при спостереженні у видимому та ультрафіолетовому діапазонах з'являється надзвичайно темна пляма. Водночас ця пляма видається яскравою в інфрачервоному діапазоні. Її розмір пов'язаний з інтенсивністю інфрачервоного випромінювання від ударного шлейфу. У випадку кометних об'єктів розміром від 1 до 2 км, таких як фрагмент G комети Шумейкерів, пляма переважає над типовими утвореннями атмосфери Юпітера. Пляма складається з центрального еліпса, що відповідає місцю вибуху, і товстішого півкільця в напрямку, протилежному до удару, яке відповідає викинутому матеріалу. Процес, що призвів до утворення плями, невідомий; вчені вважають, що плями в основному складаються з уламків.
Невеликі плями можуть зникнути за кілька днів або тижнів. Більші плями залишаються на кілька місяців, хоча з часом деформуються. У випадку багаторазових зіткнень, як це відбулось із кометою Шумейкерів, може утворитися «смуга удару», що відповідає смузі, яку займають плями. 1994 року ця смуга не утворилася від об'єднання плям, а з'явилася, коли вони почали розпадатися, і проіснувала приблизно до червня наступного року.

## Ідентифікація об'єкта ударної події
Зіткнення комети Шумейкерів — Леві 9 було єдиним випадком, коли вдалося спостерігати тіло, що розпалося до зіткнення з Юпітером. При інших зіткненнях було зроблено спробу визначити їхню природу і походження шляхом аналізу впливу на атмосферу. Ідентифікація конкретних хімічних видів за допомогою спектроскопічного аналізу уламків дозволяє відрізнити комету, яка складається з великої кількості води та малої кількості кремнію, від астероїда. Глибина атмосфери, досягнута збуренням, що виникло під час вибуху, і тривалість самого збурення дозволяють вченим оцінити розміри тіла, що зіткнулося з атмосферою.
Ця інформація корисна для розробки моделей популяцій комет і астероїдів поблизу орбіти Юпітера. Зіткнення 2009 року було особливо важливим і могло змінити оцінки кількості астероїдів, що перетинають орбіту Юпітера. Ідентифікація, однак, може бути неправильною, що підкреслює обмеженість знань про внутрішній склад кометних ядер.

## Частота ударних подій

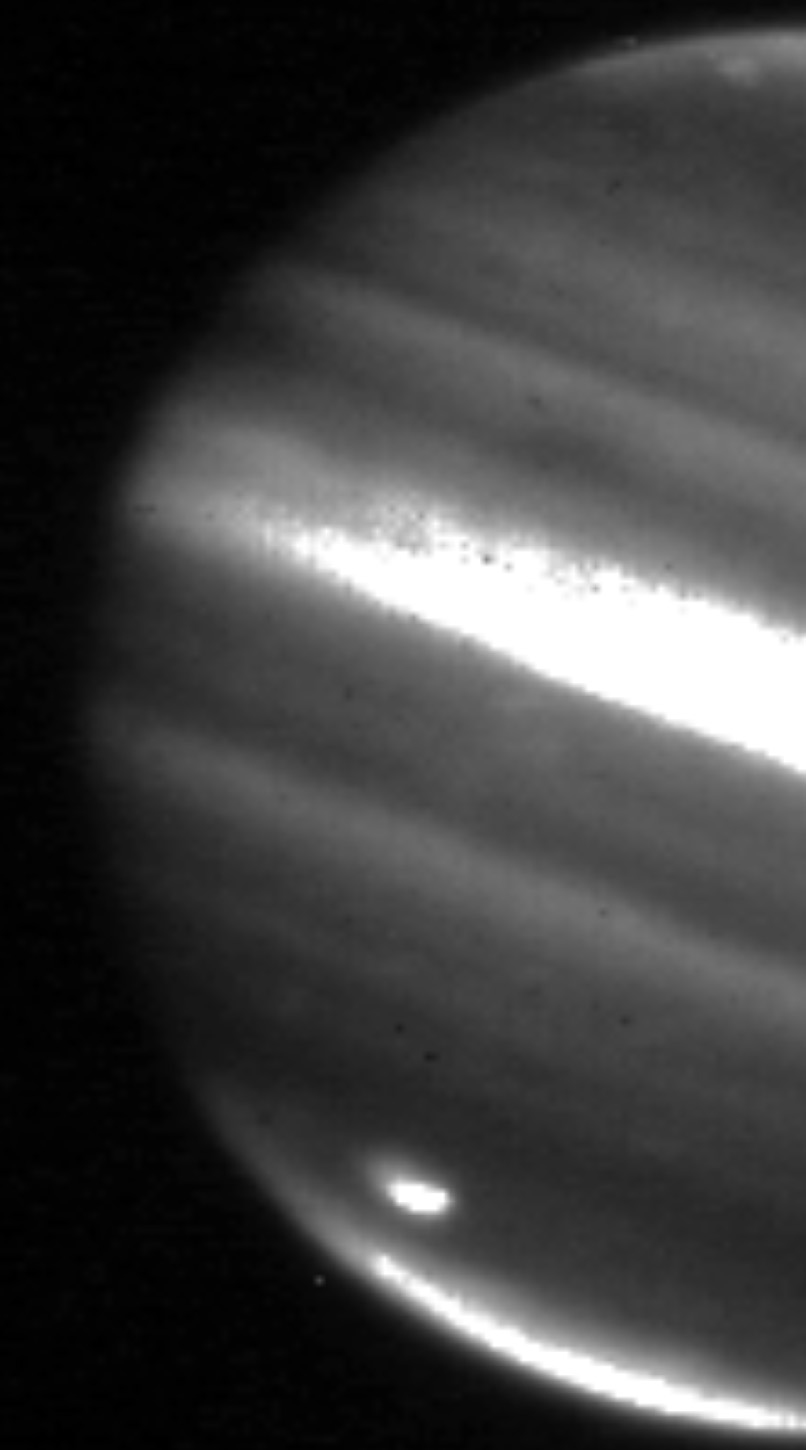
Зображення сліду (внизу у вигляді підсвіченого овалу), який залишився після зіткнення комети або астероїда з Юпітером у липні 2009 року. Зображення отримано телескопом IRTF на довжині хвилі 1,65 мкм.

Частоту зіткнень з планетою можна визначити як середній інтервал між двома послідовними зіткненнями. Високе значення відповідає короткому інтервалу між двома послідовними зіткненнями. 1998 року Накамура і Курахаші підрахували, що кожні 500-1000 років комета діаметром понад 1 км може зіткнутися з планетою. Ця оцінка була встановлена після зіткнення комети Шумейкерів — Леві 9 у 1994 році. У різних наступних роботах були запропоновані значення від 50 до 350 років для об'єкта розміром від 0,5 до 1 км. Вони базуються на деяких припущеннях, які були поставлені під сумнів після зіткнення 2009 року.
Вважалося, що роль астероїдів була незначною і що зіткнення з Юпітером в основному спричинені кометами. З того часу дані спостережень радикально змінилися. 2008 року два підтверджені спостереження вказували на часовий інтервал близько 300 років між зіткненням, зафіксованим «Кассіні», і зіткненням з кометою Шумейкерів — Леві 9. 2009 року нове спостереження зменшило це значення, оскільки з моменту попереднього зіткнення на той час минуло лише п'ятнадцять років, і на основі двох останніх спостережень можна було оцінити частоту зіткнень у 10 років для об'єктів розміром 0,5 і 1 км.
Розподіл метеороїдів у зовнішній частині Сонячної системи невідомий. Тому неможливо зробити прогноз щодо частоти зіткнень, не спираючись на часткові дані. Розглядаючи метеороїд діаметром близько 10 метрів, можна зробити такі оцінки:
- один удар на Юпітер за рік, судячи за висновками, зробленими через кількість кратерів на поверхні супутників[70];
- 30-100 зіткнень на рік, виходячи з даних про кількість астероїдів і комет поблизу орбіти планети[70].

Для порівняння, за розрахунками, для Землі частота зіткнення з об'єктом такого розміру становить кожні 6-15 років.
Щоб оцінити частоту зіткнень, було розпочато кампанії спостережень із залученням астраномів-аматорів. Марк Делькруа з Французького астрономічного товариства та група астрономів з Університету Країни Басків на чолі з Рікардо Гуесо розробили програмне забезпечення DeTeCt, яке дозволяє швидко ідентифікувати будь-яке зіткнення і сприяти швидкому поширенню новин. Крім того, японські аматори з Асоціації спостерігачів Місяця і планет (ALPO) запустили проект «Знайти спалах» (англ. Find Flash). Ці два проєкти дозволили оцінити мінімальну частоту зіткнень метеороїдів на рівні близько трьох ударних подій на рік. Гуесо, однак, вважає, що більш імовірно, що на планеті може відбуватися від 10 до 65 зіткнень метеороїдів діаметром від 5 до 20 метрів на рік. Для більших об'єктів, здатних залишити видимий слід на хмарному покриві планети на тижні, він передбачає частоту зіткнень один раз на 2-12 років. Ще більші об'єкти зіштовхуються з Юпітером кожні 6-30 років.
Після зіткнення 10 квітня 2020 року, яке спостерігав КА «Юнона», вчені оцінили кількість зіткнень з Юпітером, спричинених метеороїдами масою від 250 до 5 000 кг, приблизно в 24 000 події на рік або близько 2,7 на годину.

## Пошукові кампанії
Зі спостережень за зіткненнями з Юпітером можна отримати інформацію про склад комет та астероїдів, а також про глибинні шари атмосфери Юпітера. Частота зіткнень дає інформацію про популяції астероїдів і комет у зовнішній Сонячній системі.
Місця зіткнень можна розпізнати за ознаками, які включають появу темних плям на диску планети, на зразок плями 2009 року. ПЗЗ-детектори можуть виявляти плями завширшки приблизно 300 км. Вчені пропонують використовувати яскравість плям на довжині хвилі 890 нм, яку можна виявити за допомогою ПЗЗ, чутливих до ближнього інфрачервоного діапазону, або чутливих до діапазону 2,03-2,36 мкм, який можна виявити за допомогою фільтрів Ка-діапазону.
У метеороїдів, які не залишають видимих слідів удару, світлове випромінювання, що супроводжує входження в атмосферу, триває від однієї до двох секунд. Тому для їх ідентифікації необхідний безперервний моніторинг поверхні планети з високою частотою кадрів. Гуесо та інші вчені припускають, що телескопи діаметром від 15 до 20 см, які оснащені вебкамерою або іншими засобами відеозапису, є відповідними інструментами для їх виявлення.
Більше інформації про частоту зіткнень можна отримати, проаналізувавши історичні спостереження Юпітера, проведені у 18-19 століттях, використовуючи нову інформацію про ударні події. Наприклад, угорський астроном Іллес Ержебет проаналізував кореспонденцію про спостереження, проведені в трьох угорських обсерваторіях, і визначив три можливі події зіткнення, які відбулися в 1879, 1884 і 1897 роках.
2007 року деякі дослідження пов'язували пульсації кілець Юпітера з комети Шумейкерів — Леві 9 , у результаті аналізу часової еволюції, зафіксованої приладами на борту зондів «Галілео», «Кассіні» та  «Нові обрії», які відвідали планету. У кільцях можуть бути присутніми «викопні сліди», з яких можна зробити висновок про попередні удари, або ж у майбутньому можуть з'явитися сліди ударних подій, які спостерігалися не безпосередньо.

## Значущість ударних подій на Юпітері
Зіткнення комети Шумейкерів — Леві 9 підкреслило роль Юпітера як «космічного очисника» або бар'єру Юпітера для внутрішньої частини Сонячної системи. Сильний гравітаційний вплив планети призводить до частих зіткнень малих комет та астероїдів з планетою. Вважається, що частота зіткнень комет з Юпітером у 2 000-8 000 разів вища, ніж на Землі.
Вважається, що вимирання не-пташиного виду динозаврів під час крейдового вимирання було спричинене крейдово-палеогеновим зіткненням, в результаті якого утворився кратер Чиксулуб. Це демонструє, що зіткнення становлять серйозну загрозу для життя на Землі. Астрономи припускають, що якби не було Юпітера, який прибирає потенційні зіткнення з Землею, періоди вимирання могли б відбуватися частіше, а складне життя не змогло б розвинутися. Це один з аргументів, який використовується в гіпотезі виняткової Землі.
2009 року вчені дійшли висновку, що якби на місці Юпітера була планета менших розмірів, то частота зіткнень комет із Землею значно зросла б. Планети подібної до Юпітера маси, ймовірно, забезпечують підвищений захист від астероїдів. Однак загальний вплив на всі орбітальні тіла в Сонячній системі залишається неясним. Ця модель ставить під сумнів природу впливу Юпітера на зіткнення з Землею. Динамічні дослідження показали, що присутність Юпітера має тенденцію до зменшення частоти зіткнень із Землею об'єктів, що походять з хмари Оорта. Хоча автори зазначають, що «навколоземні об'єкти (деякі з яких походять з поясу астероїдів, інші - з популяції короткоперіодичних комет) становлять набагато більшу загрозу для Землі, ніж загроза, яку становлять комети з хмари Оорта».

## Зіткнення в культурі
Безпосереднє спостереження зіткнень з Юпітером призвело до зростання усвідомлення, навіть у масовій культурі, потенційно руйнівних наслідків зіткнення комети або астероїда з Землею. Можливість такої події стала конкретною і потребує захисту.
Зіткнення комети Шумейкерів — Леві 9 з Юпітером, якому було присвячено широке висвітлення у ЗМІ, привернуло увагу громадськості до цієї теми. На цю тему створено фільми 1998 року «Зіткнення з безоднею» Мімі Ледер і «Армагеддон» Майкла Бея.
Після виявлення подальших зіткнень, поширилась думка, що зіткнення відбуваються набагато частіше, ніж вважалося раніше. Роль астрономів-аматорів у виявленні ознак зіткнення також є значною, завдяки зниженню вартості сучасних інструментів спостереження.

### Наукові статті
- Comet Shoemaker-Levy 9 Collision with Jupiter. National Space Science Date Center, NASA (англ.).
- K. S. Noll (1995). HST Spectroscopic Observations of Jupiter Following the Impact of Comet Shoemaker-Levy 9. Science (англ.). 267 (5202): 1307—1313. doi:10.1126/science.7871428. PMID 7871428. S2CID 37686143.
- Martin, T.Z. (1996). Shoemaker-Levy 9: Temperature, Diameter and Energy of Fireballs. Bulletin of the American Astronomical Society (англ.). 28: 1085. Bibcode:1996DPS....28.0814M.